# Sphaerostephanos reconditus
Sphaerostephanos reconditus är en kärrbräkenväxtart som beskrevs av Holtt. Sphaerostephanos reconditus ingår i släktet Sphaerostephanos och familjen Thelypteridaceae. Inga underarter finns listade.